# Papaipema aweme
Papaipema aweme là một loài bướm đêm trong họ Noctuidae.